# Llista de béns culturals d'interès nacional del Barcelonès
Llista de béns culturals d'interès nacional del barcelonès inscrits en el Registre de Béns Culturals d'Interès Nacional (BCIN) del Departament de Cultura de la Generalitat de Catalunya per a la comarca del Barcelonès. Inclou els béns immobles més rellevants del patrimoni cultural que tenen la categoria de protecció de major rang com a unitat singular, conjunt, espai o zona amb valors culturals, històrics o tècnics.
L'any 2018 al Barcelonès hi havia 96 béns culturals d'interès nacional classificats en 87 monuments històrics, 3 conjunts històrics, 5 zones arqueològiques i 1 d'altres. Diverses obres modernistes estan declarades Patrimoni de la Humanitat per la UNESCO en dos conjunts:
- Obres d'Antoni Gaudí: Parc Güell, Palau Güell, Casa Milà, Cripta i façana del Naixement de la Sagrada Família, Casa Vicens, Casa Batlló, Cripta de la Colònia Güell
- Obres de Lluís Domènech i Montaner: Palau de la Música Catalana, Hospital de la Santa Creu i Sant Pau

A continuació es mostren les últimes dades disponibles ordenades per municipis.

## Patrimoni arquitectònic
| Monument                                                                                   | Protecció       | Estil/època                                                                        | Localització | Coordenades                                          | Codi?         | Imatge |
| ------------------------------------------------------------------------------------------ | --------------- | ---------------------------------------------------------------------------------- | --- | ---------------------------------------------------- | ------------- | --- |
| Monestir de Sant Jeroni de la Murtra, o de Sant Jeroni de la Vall de Betlem                | BCIN 9-MH-EN    | Gòtic, renaixement XV-XVI                                                          | Badalona Camí a Sant Jeroni de la Murtra                                                                               | 41° 28′ 12″ N, 2° 13′ 16″ E / 41.469923°N,2.221054°E | RI-51-0003966 | Monestir de Sant Jeroni de la Murtra (Badalona) · Vegeu més fotos d'aquest monument · Carregueu una nova foto d'aquest monument                           |
| Can Canyadó                                                                                | BCIN 10-MH      | Obra popular XVI-XVII                                                              | Badalona C. Pompeu Fabra, 28-50. Pomar de Baix                                                                         | 41° 27′ 30″ N, 2° 15′ 25″ E / 41.458214°N,2.256988°E | RI-51-0003962 | Can Canyadó (Badalona) · Vegeu més fotos d'aquest monument · Carregueu una nova foto d'aquest monument                                                    |
| Casa Enric Pavillard                                                                       | BCIN 11-MH      | Modernisme Joan Amigó i Barriga XX (1906)                                          | Badalona Av. Martí Pujol, 23 (Riera de Canyet)                                                                         | 41° 26′ 48″ N, 2° 14′ 52″ E / 41.446667°N,2.247694°E | RI-51-0004449 | Casa Enric Pavillard (Badalona) · Vegeu més fotos d'aquest monument · Carregueu una nova foto d'aquest monument                                           |
| Castell de Godmar, o Cal Comte                                                             | BCIN 288-MH     | Gòtic, historicisme XV-XIX                                                         | Badalona Carretera de Pomar                                                                                            | 41° 28′ 28″ N, 2° 14′ 41″ E / 41.47444°N,2.24472°E   | RI-51-0005191 | Castell de Godmar (Badalona) · Vegeu més fotos d'aquest monument · Carregueu una nova foto d'aquest monument                                              |
| Torre Vella                                                                                | BCIN 496-MH     | Gòtic-renaixement XV-XVI, XVIII                                                    | Badalona Pl. Barberà, 13                                                                                               | 41° 27′ 10″ N, 2° 14′ 48″ E / 41.452667°N,2.246722°E | RI-51-0005190 | Torre Vella (Badalona) · Vegeu més fotos d'aquest monument · Carregueu una nova foto d'aquest monument                                                    |
| Can Bofí Vell                                                                              | BCIN 907-MH     | Obra popular XV-XVI                                                                | Badalona Travessera de Montigalà (sobre el carrer Sant Fermí)                                                          | 41° 27′ 19″ N, 2° 14′ 02″ E / 41.455361°N,2.233806°E | RI-51-0005192 | Can Bofí Vell (Badalona) · Vegeu més fotos d'aquest monument · Carregueu una nova foto d'aquest monument                                                  |
| Temple romà, o Temple d'August                                                             | BCIN 17-MH      | Romà                                                                               | Barcelona C. del Paradís, 10                                                                                           | 41° 23′ 00″ N, 2° 10′ 38″ E / 41.383361°N,2.177169°E | RI-51-0000305 | Temple d'August (Barcelona) · Vegeu més fotos d'aquest monument · Carregueu una nova foto d'aquest monument                                               |
| Muralla romana                                                                             | BCIN 18-MH      | III-IV, XIV                                                                        | Barcelona Pl. Nova, av. Catedral, pl. Ramon Berenguer el Gran, de l'Àngel, Traginers, c. Regomir, Avinyó i de la Palla | 41° 23′ 03″ N, 2° 10′ 31″ E / 41.384087°N,2.175405°E | RI-51-0000417 | Muralla romana (Barcelona) · Vegeu més fotos d'aquest monument · Carregueu una nova foto d'aquest monument                                                |
| Monestir de Sant Pere de les Puel·les                                                      | BCIN 19-MH      | Romànic, gòtic, historicisme XII-XV, XX                                            | Barcelona Pl. de Sant Pere, 15-16                                                                                      | 41° 23′ 23″ N, 2° 10′ 44″ E / 41.38966°N,2.17876°E   | RI-51-0000420 | Sant Pere de les Puel·les (Barcelona) · Vegeu més fotos d'aquest monument · Carregueu una nova foto d'aquest monument                                     |
| Monestir de Sant Pau del Camp                                                              | BCIN 20-MH      | Romànic XII-XIII                                                                   | Barcelona C. de Sant Pau, 99                                                                                           | 41° 22′ 35″ N, 2° 10′ 10″ E / 41.37639°N,2.16944°E   | RI-51-0000025 | Monestir de Sant Pau del Camp (Barcelona) · Vegeu més fotos d'aquest monument · Carregueu una nova foto d'aquest monument                                 |
| Monestir de Santa Anna                                                                     | BCIN 21-MH      | Romànic, gòtic XII, XIV-XV                                                         | Barcelona C. de Santa Anna, 29 - c. de Rivadeneyra                                                                     | 41° 23′ 09″ N, 2° 10′ 17″ E / 41.38591°N,2.171409°E  | RI-51-0000029 | Monestir de Santa Anna (Barcelona) · Vegeu més fotos d'aquest monument · Carregueu una nova foto d'aquest monument                                        |
| Catedral de la Santa Creu                                                                  | BCIN 22-MH      | Gòtic, historicisme XIII-XV, XIX-XX                                                | Barcelona Pla de la Seu                                                                                                | 41° 23′ 02″ N, 2° 10′ 35″ E / 41.38389°N,2.17639°E   | RI-51-0000338 | Catedral de Barcelona · Vegeu més fotos d'aquest monument · Carregueu una nova foto d'aquest monument                                                     |
| Palau Reial Major i Palau del Lloctinent                                                   | BCIN 23-MH      | Romànic, gòtic, gòtic tardà, renaixement XII-XIII, XIV, XVI                        | Barcelona Pl. del Rei - c. dels Comtes                                                                                 | 41° 23′ 03″ N, 2° 10′ 39″ E / 41.38416°N,2.17757°E   | RI-51-0000424 | Palau Reial Major (Barcelona) · Vegeu més fotos d'aquest monument · Carregueu una nova foto d'aquest monument                                             |
| Església de Santa Maria del Mar, o Santa Maria de les Arenes                               | BCIN 24-MH-EN   | Gòtic XIV                                                                          | Barcelona Pl. Sta. Maria, 1 - pg. Born 1-3 - c. Sombrerers, 2-4                                                        | 41° 23′ 01″ N, 2° 10′ 55″ E / 41.38361°N,2.18194°E   | RI-51-0000421 | Santa Maria del Mar (Barcelona) · Vegeu més fotos d'aquest monument · Carregueu una nova foto d'aquest monument                                           |
| Capella de Santa Àgata                                                                     | BCIN 25-MH      | Gòtic XIV                                                                          | Barcelona Pl. del Rei                                                                                                  | 41° 23′ 04″ N, 2° 10′ 38″ E / 41.38431°N,2.17736°E   | RI-51-0000005 | Capella Reial de Santa Àgata (Barcelona) · Vegeu més fotos d'aquest monument · Carregueu una nova foto d'aquest monument                                  |
| Església de Santa Maria del Pi o de Santa Maria dels Reis, i Rectoria del Pi               | BCIN 26-MH      | Gòtic XIV, XV-XVI                                                                  | Barcelona Pl. del Pi                                                                                                   | 41° 22′ 56″ N, 2° 10′ 26″ E / 41.38216°N,2.17389°E   | RI-51-0000422 | Santa Maria del Pi (Barcelona) · Vegeu més fotos d'aquest monument · Carregueu una nova foto d'aquest monument                                            |
| Palau Requesens, Acadèmia de Bones Lletres                                                 | BCIN 27-MH      | Gòtic XIII, XV                                                                     | Barcelona C. del Bisbe Caçador, 3                                                                                      | 41° 23′ 00″ N, 2° 10′ 43″ E / 41.383363°N,2.178727°E | RI-51-0004173 | Palau Requesens (Barcelona) · Vegeu més fotos d'aquest monument · Carregueu una nova foto d'aquest monument                                               |
| Reials Drassanes                                                                           | BCIN 28-MH      | Gòtic XIII-XIV, XVII-XVIII                                                         | Barcelona Pl. del Portal de la Pau                                                                                     | 41° 22′ 30″ N, 2° 10′ 35″ E / 41.375028°N,2.176369°E | RI-53-0000203 | Reials Drassanes (Barcelona) · Vegeu més fotos d'aquest monument · Carregueu una nova foto d'aquest monument                                              |
| Antic Hospital de la Santa Creu                                                            | BCIN 29-MH      | Gòtic, renaixement, barroc XV-XVI, XVII                                            | Barcelona C. de l'Hospital, 56 - c. del Carme, 47-49                                                                   | 41° 22′ 52″ N, 2° 10′ 12″ E / 41.38111°N,2.17°E      | RI-51-0000419 | Antic Hospital de la Santa Creu (Barcelona) · Vegeu més fotos d'aquest monument · Carregueu una nova foto d'aquest monument                               |
| Convent de Santa Mònica                                                                    | BCIN 30-MH-EN   | Barroc XVII                                                                        | Barcelona La Rambla, 7-9                                                                                               | 41° 22′ 39″ N, 2° 10′ 33″ E / 41.377410°N,2.17583°E  | RI-51-0005087 | Convent de Santa Mònica (Barcelona) · Vegeu més fotos d'aquest monument · Carregueu una nova foto d'aquest monument                                       |
| Reial Acadèmia de Medicina, Col·legi de Cirurgia                                           | BCIN 31-MH      | Neoclassicisme, rococó XVIII                                                       | Barcelona C. del Carme, 47                                                                                             | 41° 22′ 54″ N, 2° 10′ 10″ E / 41.38167°N,2.16944°E   | RI-51-0001228 | Reial Acadèmia de Medicina (Barcelona) · Vegeu més fotos d'aquest monument · Carregueu una nova foto d'aquest monument                                    |
| Palau de la Virreina                                                                       | BCIN 32-MH-EN   | Neoclassicisme, rococó XVIII                                                       | Barcelona La Rambla, 99                                                                                                | 41° 22′ 57″ N, 2° 10′ 18″ E / 41.3825°N,2.17167°E    | RI-51-0001104 | Palau de la Virreina (Barcelona) · Vegeu més fotos d'aquest monument · Carregueu una nova foto d'aquest monument                                          |
| Edifici de la Universitat                                                                  | BCIN 33-MH-EN   | Historicisme XIX                                                                   | Barcelona Gran Via de les Corts Catalanes, 585                                                                         | 41° 23′ 12″ N, 2° 09′ 50″ E / 41.38660°N,2.16390°E   | RI-51-0003838 | Edifici de la Universitat (Barcelona) · Vegeu més fotos d'aquest monument · Carregueu una nova foto d'aquest monument                                     |
| Parc de la Ciutadella                                                                      | BCIN 34-JH      | XIX, XVIII                                                                         | Barcelona Pg. Picasso, pg. Pujades, c. Wellington, pg. Circumval·lació                                                 | 41° 23′ 17″ N, 2° 11′ 15″ E / 41.388111°N,2.187517°E | RI-52-0000030 | Parc de la Ciutadella (Barcelona) · Vegeu més fotos d'aquest monument · Carregueu una nova foto d'aquest monument                                         |
| Pavellons i porta nord de la Finca Güell                                                   | BCIN 35-MH-EN   | Modernisme Antoni Gaudí XIX                                                        | Barcelona Av. de Pedralbes, 15                                                                                         | 41° 23′ 22″ N, 2° 07′ 09″ E / 41.389322°N,2.119114°E | RI-51-0003822 | Pavellons i porta nord de la Finca Güell (Barcelona) · Vegeu més fotos d'aquest monument · Carregueu una nova foto d'aquest monument                      |
| Palau Güell                                                                                | BCIN 36-MH-EN   | Modernisme Antoni Gaudí XIX                                                        | Barcelona c. Nou de la Rambla, 3-5                                                                                     | 41° 22′ 44″ N, 2° 10′ 27″ E / 41.37889°N,2.17417°E   | RI-51-0003821 | Palau Güell (Barcelona) · Vegeu més fotos d'aquest monument · Carregueu una nova foto d'aquest monument                                                   |
| Casa Calvet                                                                                | BCIN 37-MH-EN   | Modernisme Antoni Gaudí XIX                                                        | Barcelona C. de Casp, 48                                                                                               | 41° 23′ 27″ N, 2° 10′ 23″ E / 41.390833°N,2.173056°E | RI-51-0003819 | Casa Calvet (Barcelona) · Vegeu més fotos d'aquest monument · Carregueu una nova foto d'aquest monument                                                   |
| Casa Amatller                                                                              | BCIN 38-MH-EN   | Modernisme Josep Puig i Cadafalch XIX Final                                        | Barcelona Pg. de Gràcia, 41                                                                                            | 41° 23′ 30″ N, 2° 09′ 54″ E / 41.391578°N,2.165060°E | RI-51-0004199 | Casa Amatller (Barcelona) · Vegeu més fotos d'aquest monument · Carregueu una nova foto d'aquest monument                                                 |
| Torre Figueres - Bellesguard                                                               | BCIN 39-MH-EN   | Modernisme Antoni Gaudí XIX-XX                                                     | Barcelona C. de Bellesguard, 16-20                                                                                     | 41° 24′ 34″ N, 2° 07′ 36″ E / 41.409444°N,2.126667°E | RI-51-0003817 | Bellesguard (Barcelona) · Vegeu més fotos d'aquest monument · Carregueu una nova foto d'aquest monument                                                   |
| Porta i tanca de la Finca Miralles                                                         | BCIN 40-MH-EN   | Modernisme Antoni Gaudí XX                                                         | Barcelona Pg. de Manuel Girona, 55-57                                                                                  | 41° 23′ 31″ N, 2° 07′ 39″ E / 41.392005°N,2.127468°E | RI-51-0003816 | Porta i tanca de la Finca Miralles (Barcelona) · Vegeu més fotos d'aquest monument · Carregueu una nova foto d'aquest monument                            |
| Palau del Baró de Quadras                                                                  | BCIN 41-MH      | Modernisme Josep Puig i Cadafalch XX                                               | Barcelona Av. Diagonal, 373 - c. Rosselló, 279                                                                         | 41° 23′ 48″ N, 2° 09′ 41″ E / 41.39664°N,2.16141°E   | RI-51-0004202 | Palau del Baró de Quadras (Barcelona) · Vegeu més fotos d'aquest monument · Carregueu una nova foto d'aquest monument                                     |
| Casa Terradas o Casa de les Punxes                                                         | BCIN 42-MH      | Modernisme Josep Puig i Cadafalch XX                                               | Barcelona Av. Diagonal, 416-420 - c. Rosselló, 260-262                                                                 | 41° 23′ 53″ N, 2° 09′ 50″ E / 41.398°N,2.164°E       | RI-51-0004201 | Casa de les Punxes (Barcelona) · Vegeu més fotos d'aquest monument · Carregueu una nova foto d'aquest monument                                            |
| Monestir de Santa Maria de Pedralbes                                                       | BCIN 43-MH-EN   | Gòtic XIV-XV                                                                       | Barcelona Baixada del Monestir, 1-15                                                                                   | 41° 23′ 44″ N, 2° 06′ 45″ E / 41.39556°N,2.11250°E   | RI-51-0000431 | Monestir de Santa Maria de Pedralbes (Barcelona) · Vegeu més fotos d'aquest monument · Carregueu una nova foto d'aquest monument                          |
| Palau de la Generalitat                                                                    | BCIN 44-MH      | Gòtic, renaixement XV, XVI-XVII                                                    | Barcelona Pl. de Sant Jaume, 4                                                                                         | 41° 22′ 58″ N, 2° 10′ 36″ E / 41.38278°N,2.17667°E   | RI-51-0000418 | Palau de la Generalitat (Barcelona) · Vegeu més fotos d'aquest monument · Carregueu una nova foto d'aquest monument                                       |
| Carrer de Montcada                                                                         | BCIN 45-CH      | Gòtic, renaixement, barroc XIV-XVII                                                | Barcelona C. de Montcada, 9-25 i 10-20                                                                                 | 41° 23′ 06″ N, 2° 10′ 51″ E / 41.385°N,2.180833°E    | RI-53-0000015 | Carrer de Montcada (Barcelona) · Vegeu més fotos d'aquest monument · Carregueu una nova foto d'aquest monument                                            |
| Pia Almoina, o la Canonja, seu del Museu Diocesà de Barcelona                              | BCIN 46-MH      | Gòtic, renaixement XV, XVI                                                         | Barcelona Pla de la Seu                                                                                                | 41° 23′ 04″ N, 2° 10′ 34″ E / 41.38458°N,2.17625°E   | RI-51-0003849 | Pia Almoina (Barcelona) · Vegeu més fotos d'aquest monument · Carregueu una nova foto d'aquest monument                                                   |
| Casa de l'Ardiaca                                                                          | BCIN 47-MH      | Gòtic tardà XV-XVI, XIX, XX                                                        | Barcelona C. de Santa Llúcia, 1                                                                                        | 41° 23′ 03″ N, 2° 10′ 32″ E / 41.384042°N,2.175575°E | RI-51-0000304 | Casa de l'Ardiaca (Barcelona) · Vegeu més fotos d'aquest monument · Carregueu una nova foto d'aquest monument                                             |
| Casa del Gremi de Velers, o Col·legi de l'Art Major de la Seda                             | BCIN 48-MH      | Barroc Joan Garrido i Bertran 1763, XX                                             | Barcelona C. Sant Pere més Alt, 1 - Via Laietana, 50 - pl. Lluís Millet, 1-2                                           | 41° 23′ 13″ N, 2° 10′ 30″ E / 41.386936°N,2.174986°E | RI-51-0000163 | Casa del Gremi de Velers (Barcelona) · Vegeu més fotos d'aquest monument · Carregueu una nova foto d'aquest monument                                      |
| Llotja                                                                                     | BCIN 49-MH      | Gòtic, neoclassicisme XIV-XVIII                                                    | Barcelona Pla de Palau, 22 - pg. Isabel II, 1 - c. Consolat de Mar, 2-4 - pl. Antonio López, 4                         | 41° 22′ 56″ N, 2° 10′ 57″ E / 41.382222°N,2.1825°E   | RI-51-0000423 | Llotja de Mar (Barcelona) · Vegeu més fotos d'aquest monument · Carregueu una nova foto d'aquest monument                                                 |
| Palau Moja, Palau Comillas o del Marquès de Comillas                                       | BCIN 50-MH-EN   | Neoclassicisme XVIII                                                               | Barcelona C. de la Portaferrissa, 1                                                                                    | 41° 22′ 59″ N, 2° 10′ 19″ E / 41.38314°N,2.17186°E   | RI-51-0003801 | Palau Moja (Barcelona) · Vegeu més fotos d'aquest monument · Carregueu una nova foto d'aquest monument                                                    |
| Ateneu Barcelonès, o Palau Savassona                                                       | BCIN 51-MH      | Neoclassicisme XVIII, XX                                                           | Barcelona C. de la Canuda, 6                                                                                           | 41° 23′ 05″ N, 2° 10′ 18″ E / 41.38460°N,2.17163°E   | RI-51-0004467 | Ateneu Barcelonès (Barcelona) · Vegeu més fotos d'aquest monument · Carregueu una nova foto d'aquest monument                                             |
| Casa Vicens                                                                                | BCIN 52-MH-EN   | Modernisme Antoni Gaudí XIX Final                                                  | Barcelona c. de les Carolines, 18-24                                                                                   | 41° 24′ 13″ N, 2° 09′ 04″ E / 41.40361°N,2.15111°E   | RI-51-0003823 | Casa Vicens (Barcelona) · Vegeu més fotos d'aquest monument · Carregueu una nova foto d'aquest monument                                                   |
| Temple Expiatori de la Sagrada Família                                                     | BCIN 53-MH      | Modernisme Antoni Gaudí XIX Final - XX                                             | Barcelona C. Mallorca, 401                                                                                             | 41° 24′ 13″ N, 2° 10′ 28″ E / 41.40361°N,2.17444°E   | RI-51-0003813 | Temple Expiatori de la Sagrada Família (Barcelona) · Vegeu més fotos d'aquest monument · Carregueu una nova foto d'aquest monument                        |
| Col·legi Teresià, o Col·legi de Santa Teresa de Jesús                                      | BCIN 54-MH-EN   | Modernisme Antoni Gaudí XIX Final                                                  | Barcelona C. de Ganduxer, 85-105                                                                                       | 41° 23′ 59″ N, 2° 08′ 00″ E / 41.399765°N,2.133198°E | RI-51-0003820 | Col·legi Teresià (Barcelona) · Vegeu més fotos d'aquest monument · Carregueu una nova foto d'aquest monument                                              |
| Casa Martí, edifici d'Els Quatre Gats                                                      | BCIN 55-MH      | Modernisme Josep Puig i Cadafalch XIX Final                                        | Barcelona C. de Montsió, 3 bis                                                                                         | 41° 23′ 08″ N, 2° 10′ 24″ E / 41.385639°N,2.173472°E | RI-51-0004198 | Casa Martí (Barcelona) · Vegeu més fotos d'aquest monument · Carregueu una nova foto d'aquest monument                                                    |
| Casa Macaya                                                                                | BCIN 56-MH      | Modernisme Josep Puig i Cadafalch XIX-XX                                           | Barcelona Pg. de Sant Joan, 108                                                                                        | 41° 23′ 59″ N, 2° 10′ 10″ E / 41.399825°N,2.169433°E | RI-51-0004200 | Casa Macaya (Barcelona) · Vegeu més fotos d'aquest monument · Carregueu una nova foto d'aquest monument                                                   |
| Casa Garriga Nogués                                                                        | BCIN 57-MH      | Eclecticisme, modernisme Enric Sagnier XIX-XX                                      | Barcelona C. de la Diputació, 250                                                                                      | 41° 23′ 20″ N, 2° 09′ 55″ E / 41.388892°N,2.165199°E | RI-51-0004400 | Casa Garriga Nogués (Barcelona) · Vegeu més fotos d'aquest monument · Carregueu una nova foto d'aquest monument                                           |
| Parc Güell                                                                                 | BCIN 58-MH-EN   | Modernisme Antoni Gaudí XX                                                         | Barcelona c. d'Olot | 41° 24′ 49″ N, 2° 09′ 10″ E / 41.41361°N,2.15278°E   | RI-51-0003818 | Parc Güell (Barcelona) · Vegeu més fotos d'aquest monument · Carregueu una nova foto d'aquest monument                                                    |
| Hospital de la Santa Creu i de Sant Pau                                                    | BCIN 59-MH-EN   | Modernisme Lluís Domènech i Montaner XX                                            | Barcelona av. Sant Antoni M. Claret, 167-171                                                                           | 41° 24′ 46″ N, 2° 10′ 28″ E / 41.41278°N,2.17444°E   | RI-51-0004278 | Hospital de la Santa Creu i de Sant Pau (Barcelona) · Vegeu més fotos d'aquest monument · Carregueu una nova foto d'aquest monument                       |
| Casa Batlló                                                                                | BCIN 60-MH-EN   | Modernisme Antoni Gaudí XX                                                         | Barcelona Pg. Gràcia, 43                                                                                               | 41° 23′ 30″ N, 2° 09′ 54″ E / 41.391667°N,2.16500°E  | RI-51-0003815 | Casa Batlló (Barcelona) · Vegeu més fotos d'aquest monument · Carregueu una nova foto d'aquest monument                                                   |
| Palau de la Música Catalana                                                                | BCIN 61-MH-EN   | Modernisme Lluís Domènech i Montaner XX                                            | Barcelona C. Sant Pere més Alt, 11 - c. Amadeu Vives, 1                                                                | 41° 23′ 15″ N, 2° 10′ 30″ E / 41.3875°N,2.175°E      | RI-51-0003864 | Palau de la Música Catalana (Barcelona) · Vegeu més fotos d'aquest monument · Carregueu una nova foto d'aquest monument                                   |
| Fàbrica Casaramona                                                                         | BCIN 62-MH      | Modernisme Josep Puig i Cadafalch XX                                               | Barcelona C. de Mèxic, 36-44                                                                                           | 41° 22′ 17″ N, 2° 08′ 59″ E / 41.37133°N,2.14975°E   | RI-51-0004203 | Fàbrica Casaramona (Barcelona) · Vegeu més fotos d'aquest monument · Carregueu una nova foto d'aquest monument                                            |
| Casa Tosquella                                                                             | BCIN 72-MH      | Modernisme Eduard Maria Balcells i Buïgas; Juan Caballé XX (1889; reforma 1906-07) | Barcelona C. Vallirana, 91-93 - c. Ballester, 4-6 - rda. General Mitre, 221-223                                        | 41° 24′ 21″ N, 2° 08′ 41″ E / 41.405801°N,2.144734°E | RI-51-0003960 | Casa Tosquella (Barcelona) · Vegeu més fotos d'aquest monument · Carregueu una nova foto d'aquest monument                                                |
| Casa Milà, o la Pedrera                                                                    | BCIN 73-MH-EN   | Modernisme Antoni Gaudí XX                                                         | Barcelona Pg. de Gràcia, 92 - c. de Provença, 261-265                                                                  | 41° 23′ 43″ N, 2° 09′ 42″ E / 41.39528°N,2.16167°E   | RI-51-0003814 | Casa Milà (Barcelona) · Vegeu més fotos d'aquest monument · Carregueu una nova foto d'aquest monument                                                     |
| Palau Reial de Pedralbes, o Palau Reial                                                    | BCIN 74-MH-EN   | Noucentisme XX                                                                     | Barcelona Av. Diagonal, 686                                                                                            | 41° 23′ 18″ N, 2° 07′ 01″ E / 41.38839°N,2.11703°E   | RI-51-0005274 | Palau de Pedralbes (Barcelona) · Vegeu més fotos d'aquest monument · Carregueu una nova foto d'aquest monument                                            |
| Convent dels Àngels                                                                        | BCIN 291-MH-EN  | Gòtic tardà XVI                                                                    | Barcelona C. dels Àngels                                                                                               | 41° 22′ 57″ N, 2° 10′ 03″ E / 41.38254°N,2.16758°E   | RI-51-0007141 | Convent dels Àngels (Barcelona) · Vegeu més fotos d'aquest monument · Carregueu una nova foto d'aquest monument                                           |
| Fossar de les Moreres                                                                      | BCIN 292-LH-EN  | XVIII                                                                              | Barcelona Pl. Fossar de les Moreres                                                                                    | 41° 23′ 01″ N, 2° 10′ 56″ E / 41.383611°N,2.182222°E | RI-54-0000061 | Fossar de les Moreres (Barcelona) · Vegeu més fotos d'aquest monument · Carregueu una nova foto d'aquest monument                                         |
| Vapor Vell de Sants                                                                        | BCIN 293-MH     | Obra popular XIX                                                                   | Barcelona C. de Galileu                                                                                                | 41° 22′ 37″ N, 2° 08′ 05″ E / 41.37694°N,2.13472°E   | RI-51-0010213 | Vapor Vell de Sants (Barcelona) · Vegeu més fotos d'aquest monument · Carregueu una nova foto d'aquest monument                                           |
| Teatre del Liceu                                                                           | BCIN 294-MH-EN  | Neoclassicisme-romàntic XIX                                                        | Barcelona Rambla, 61-65                                                                                                | 41° 22′ 49″ N, 2° 10′ 25″ E / 41.38028°N,2.17361°E   | RI-51-0011589 | Teatre del Liceu (Barcelona) · Vegeu més fotos d'aquest monument · Carregueu una nova foto d'aquest monument                                              |
| Cases Cerdà                                                                                | BCIN 295-CH     | Obra popular Antoni Valls i Galí XIX                                               | Barcelona C. Consell de Cent, 340 i 369-371, c. Roger de Llúria, 49-51 i 60-62                                         | 41° 23′ 36″ N, 2° 10′ 07″ E / 41.393268°N,2.168614°E | IPA-326       | Cases Cerdà (Barcelona) · Vegeu més fotos d'aquest monument · Carregueu una nova foto d'aquest monument                                                   |
| Edifici Montaner i Simon, Fundació Tàpies                                                  | BCIN 296-MH     | Modernisme Lluís Domènech i Montaner XIX                                           | Barcelona C. Aragó, 255                                                                                                | 41° 23′ 30″ N, 2° 09′ 49″ E / 41.39167°N,2.16361°E   | RI-51-0009738 | Fundació Tàpies (Barcelona) · Vegeu més fotos d'aquest monument · Carregueu una nova foto d'aquest monument                                               |
| Casa Serra                                                                                 | BCIN 297-MH     | Modernisme Josep Puig i Cadafalch XX                                               | Barcelona C. Còrsega, 311 - rbla. Catalunya, 126                                                                       | 41° 23′ 44″ N, 2° 09′ 28″ E / 41.39569°N,2.15778°E   | RI-51-0010611 | Casa Serra (Barcelona) · Vegeu més fotos d'aquest monument · Carregueu una nova foto d'aquest monument                                                    |
| Cases Ramos                                                                                | BCIN 298-MH     | Modernisme Jaume Torres i Grau XX                                                  | Barcelona Plaça de Lesseps, 30-32                                                                                      | 41° 24′ 22″ N, 2° 08′ 58″ E / 41.406069°N,2.149547°E | RI-51-0010700 | Cases Ramos (Barcelona) · Vegeu més fotos d'aquest monument · Carregueu una nova foto d'aquest monument                                                   |
| Castell de Montjuïc                                                                        | BCIN 512-MH     | XVIII                                                                              | Barcelona | 41° 21′ 48″ N, 2° 09′ 58″ E / 41.363333°N,2.166111°E | RI-51-0005199 | Castell de Montjuïc (Barcelona) · Vegeu més fotos d'aquest monument · Carregueu una nova foto d'aquest monument                                           |
| Castell d'Olorda                                                                           | BCIN 1047-MH    | Gòtic XIV                                                                          | Barcelona Ctra. Santa Creu d'Olorda a Sarrià (BV 1468), 417-419 - pl. Santa Creu d'Olorda                              | 41° 24′ 58″ N, 2° 03′ 28″ E / 41.416167°N,2.057778°E | RI-51-0005543 | Castell d'Olorda (Barcelona) · Vegeu més fotos d'aquest monument · Carregueu una nova foto d'aquest monument                                              |
| Dispensari Antituberculós                                                                  | BCIN 1878-MH-EN | Racionalisme Josep L. Sert, Joan B. Subirana, Josep Torres XX (1930-1939)          | Barcelona Passatge Sant Bernat, 10                                                                                     | 41° 23′ 04″ N, 2° 09′ 54″ E / 41.384352°N,2.165047°E | RI-51-0007010 | Dispensari Antituberculós (Barcelona) · Vegeu més fotos d'aquest monument · Carregueu una nova foto d'aquest monument                                     |
| Casa Bloc                                                                                  | BCIN 1879-MH-EN | Racionalisme Josep L. Sert, Joan B. Subirana, Josep Torres XX (1932-1936)          | Barcelona Av. Torres i Bages, 91-105, Sant Andreu                                                                      | 41° 26′ 29″ N, 2° 11′ 26″ E / 41.441352°N,2.190463°E | RI-51-0007008 | Casa Bloc (Barcelona) · Vegeu més fotos d'aquest monument · Carregueu una nova foto d'aquest monument                                                     |
| Església de Betlem                                                                         | BCIN 1959-MH-EN | Barroc XVIII                                                                       | Barcelona La Rambla - c. del Carme                                                                                     | 41° 22′ 59″ N, 2° 10′ 17″ E / 41.38309°N,2.17125°E   | RI-51-0009736 | Església de Betlem (Barcelona) · Vegeu més fotos d'aquest monument · Carregueu una nova foto d'aquest monument                                            |
| Habitatges Barceloneta                                                                     | BCIN 1977-MH-EN | Racionalisme Josep Antoni Coderch i de Sentmenat 1952-1954                         | Barcelona Pg. Joan de Borbó, 43                                                                                        | 41° 22′ 41″ N, 2° 11′ 18″ E / 41.377969°N,2.188385°E | RI-51-0010900 | Habitatges Barceloneta (Barcelona) · Vegeu més fotos d'aquest monument · Carregueu una nova foto d'aquest monument                                        |
| Pavelló alemany                                                                            | BCIN 1978-MH    | Racionalisme Mies van der Rohe XX (1929)                                           | Barcelona Av. Francesc Ferrer i Guàrdia, 7                                                                             | 41° 22′ 14″ N, 2° 09′ 00″ E / 41.370597°N,2.150102°E | RI-51-0010902 | Pavelló alemany (Barcelona) · Vegeu més fotos d'aquest monument · Carregueu una nova foto d'aquest monument                                               |
| Habitatges Camp d'en Vidal, Casa J. Espona                                                 | BCIN 1979-MH    | Racionalisme Raimon Duran i Reynals XX (1933-1935)                                 | Barcelona C. Camp d'en Vidal, 16 - c. Aribau, 243                                                                      | 41° 23′ 52″ N, 2° 08′ 49″ E / 41.397911°N,2.146830°E | RI-51-0010903 | Habitatges Camp d'en Vidal (Barcelona) · Vegeu més fotos d'aquest monument · Carregueu una nova foto d'aquest monument                                    |
| Fundació Miró                                                                              | BCIN 3870-MH    | Racionalisme XX Mitjan                                                             | Barcelona Parc de Montjuïc                                                                                             | 41° 22′ 07″ N, 2° 09′ 36″ E / 41.36861°N,2.16°E      | RI-51-0011537 | Fundació Miró (Barcelona) · Vegeu més fotos d'aquest monument · Carregueu una nova foto d'aquest monument                                                 |
| Can Ricart                                                                                 | BCIN 3930-CH-EN | Neoclassicisme, obra popular XIX-XX                                                | Barcelona C. Perú, 104 - c. Bolívia, 180                                                                               | 41° 24′ 31″ N, 2° 11′ 54″ E / 41.408749°N,2.198263°E | RI-53-0000631 | Can Ricart (Barcelona) · Vegeu més fotos d'aquest monument · Carregueu una nova foto d'aquest monument                                                    |
| Torre Sobirana de Can Llupià                                                               | BCIN 3978-MH    | Romànic XI-XII                                                                     | Barcelona Pg. dels Castanyers - c. Germans Desvalls                                                                    | 41° 26′ 21″ N, 2° 08′ 48″ E / 41.439270°N,2.146530°E | IPA-30275     | Torre Sobirana de Can Llupià (Barcelona) · Vegeu més fotos d'aquest monument · Carregueu una nova foto d'aquest monument                                  |
| Torre de Can Fargas                                                                        | BCIN 4104-MH-EN | XI, XIV, XVIII                                                                     | Barcelona Pg. Maragall, 383-389 - av. Frederic Rahola, 2-8 - c. Peris Mencheta, 1-3                                    | 41° 25′ 39″ N, 2° 09′ 53″ E / 41.427421°N,2.164622°E | IPA-30235     | Torre de Can Fargas (Barcelona) · Vegeu més fotos d'aquest monument · Carregueu una nova foto d'aquest monument                                           |
| Museu Arqueològic de Catalunya, Palau de les Arts Gràfiques                                | BCIN 4159-MH    | Noucentisme Pelai Martínez i Paricio XX (1927-29)                                  | Barcelona Av. Santa Madrona, 37-43                                                                                     | 41° 22′ 12″ N, 2° 09′ 29″ E / 41.36988°N,2.15794°E   | RI-51-0001315 | Museu Arqueològic de Catalunya (Barcelona) · Vegeu més fotos d'aquest monument · Carregueu una nova foto d'aquest monument                                |
| Palau Nacional, Museu Nacional d'Art de Catalunya                                          | BCIN 4160-MH    | Eclecticisme Eugenio Cendoya, Enric Catà XX (1927-29)                              | Barcelona Mirador del Palau Nacional, 6                                                                                | 41° 22′ 06″ N, 2° 09′ 12″ E / 41.368333°N,2.153333°E | RI-51-0001316 | Palau Nacional (Barcelona) · Vegeu més fotos d'aquest monument · Carregueu una nova foto d'aquest monument                                                |
| Casa Padellàs, Museu d'Història de Barcelona (inclou la Cereria Subirà)                    | BCIN 4163-MH    | Gòtic tardà XV-XVI                                                                 | Barcelona C. Veguer, 2-4 - pl. Rei, 11 - c. Tapineria, 7-19 - bda. Llibreteria, 7                                      | 41° 23′ 02″ N, 2° 10′ 40″ E / 41.383978°N,2.177644°E | RI-51-0001320 | Casa Padellàs (Barcelona) · Vegeu més fotos d'aquest monument · Carregueu una nova foto d'aquest monument                                                 |
| Església dels Sants Just i Pastor                                                          | BCIN 4194-MH-EN | Gòtic, neoclassicisme XIV-XV, XIX-XX                                               | Barcelona Pl. Sant Just, 6 - c. Hèrcules, 4-6 - c. Rere Sant Just, 3                                                   | 41° 22′ 58″ N, 2° 10′ 41″ E / 41.382861°N,2.178160°E | IPA-30771     | Església de Sant Just i Pastor (Barcelona) · Vegeu més fotos d'aquest monument · Carregueu una nova foto d'aquest monument                                |
| Muralles medievals i estructures associades                                                | BCIN 4207-MH    | XIII, XIV, XV                                                                      | Barcelona | 41° 22′ 29″ N, 2° 10′ 30″ E / 41.374856°N,2.175041°E | IPA-40113     | Muralles medievals i estructures associades (Barcelona) · Vegeu més fotos d'aquest monument · Carregueu una nova foto d'aquest monument                   |
| Muralla i Estructures Defensives d'Època Moderna de Barcelona                              | BCIN 4208-MH    | XVI-XVIII                                                                          | Barcelona | 41° 22′ 59″ N, 2° 11′ 08″ E / 41.382931°N,2.185622°E | IPA-40115     | Muralla i Estructures Defensives d'Època Moderna de Barcelona (Barcelona) · Vegeu més fotos d'aquest monument · Carregueu una nova foto d'aquest monument |
| Fortificacions de la Ciutadella de Barcelona                                               | BCIN 4209-MH    | Medieval, XVI-XVII, XVIII                                                          | Barcelona Parc de la Ciutadella                                                                                        | 41° 23′ 11″ N, 2° 11′ 21″ E / 41.386469°N,2.189197°E | IPA-41153     | Fortificacions de la Ciutadella de Barcelona · Vegeu més fotos d'aquest monument · Carregueu una nova foto d'aquest monument                              |
| Observatori Fabra                                                                          | BCIN 4273-MH-EN | Modernista Josep Domènech i Estapà 1902-04                                         | Barcelona Ctra. Observatori Fabra, 27                                                                                  | 41° 25′ 06″ N, 2° 07′ 27″ E / 41.418472°N,2.124201°E | IPA-40478     | Observatori Fabra (Barcelona) · Vegeu més fotos d'aquest monument · Carregueu una nova foto d'aquest monument                                             |
| Edifici de la Reial Acadèmia de Ciències i Arts de Barcelona, Teatre Poliorama             | BCIN 4274-MH-EN | Eclecticisme Josep Domènech i Estapà XIX (1883)                                    | Barcelona Rambla, 115                                                                                                  | 41° 23′ 03″ N, 2° 10′ 15″ E / 41.384218°N,2.170726°E | IPA-40501     | Reial Acadèmia de Ciències i Arts (Barcelona) · Vegeu més fotos d'aquest monument · Carregueu una nova foto d'aquest monument                             |
| Edifici d'habitatges al carrer del Rosselló, 36                                            | BCIN 4404-MH-EN | Racionalisme Josep Lluís Sert i López 1929                                         | Barcelona C. Rosselló, 36                                                                                              | 41° 23′ 07″ N, 2° 08′ 48″ E / 41.38516°N,2.14667°E   | IPA-43676     | Edifici d'habitatges al carrer del Rosselló, 36 (Barcelona) · Vegeu més fotos d'aquest monument · Carregueu una nova foto d'aquest monument               |
| Dipòsit de les Aigües del Parc de la Ciutadella, Biblioteca de la Universitat Pompeu Fabra | BCIN 4681-MH-EN | Arquitectura industrial Josep Fontserè i Domènech 1874-1880                        | Barcelona C. Wellington, 46-48                                                                                         | 41° 23′ 26″ N, 2° 11′ 20″ E / 41.390482°N,2.188966°E | IPA-40491     | Dipòsit de les Aigües del Parc de la Ciutadella (Barcelona) · Vegeu més fotos d'aquest monument · Carregueu una nova foto d'aquest monument               |
| Can Sumarro                                                                                | BCIN 129-MH     | Obra popular XVI                                                                   | L'Hospitalet de Llobregat Riera de l'Escorxador 2-22 i 43-48                                                           | 41° 21′ 37″ N, 2° 05′ 48″ E / 41.360222°N,2.096639°E | RI-51-0004191 | Can Sumarro (l'Hospitalet de Llobregat) · Vegeu més fotos d'aquest monument · Carregueu una nova foto d'aquest monument                                   |
| L'Harmonia, o Torre Blanca                                                                 | BCIN 130-MH     | Renaixement, obra popular XVI                                                      | L'Hospitalet de Llobregat Pl. Josep Bordonau, 6                                                                        | 41° 21′ 37″ N, 2° 05′ 52″ E / 41.360411°N,2.097705°E | RI-51-0004193 | L'Harmonia (l'Hospitalet de Llobregat) · Vegeu més fotos d'aquest monument · Carregueu una nova foto d'aquest monument                                    |
| Casa Espanya, o Casa Llunell                                                               | BCIN 137-MH     | Gòtic tardà XVI, XVIII                                                             | L'Hospitalet de Llobregat C. Joan Pallarès, 38                                                                         | 41° 21′ 40″ N, 2° 05′ 50″ E / 41.361027°N,2.097278°E | RI-51-0004192 | Casa Espanya (l'Hospitalet de Llobregat) · Vegeu més fotos d'aquest monument · Carregueu una nova foto d'aquest monument                                  |
| La Torrassa, o Castell de Bellvís                                                          | BCIN 4034-MH-ZA | Obra popular XII, XVI, XVIII-XIX                                                   | L'Hospitalet de Llobregat Ronda de la Torrassa, 123-129                                                                | 41° 22′ 08″ N, 2° 07′ 28″ E / 41.368876°N,2.124378°E | IPA-37611     | La Torrassa (l'Hospitalet de Llobregat) · Vegeu més fotos d'aquest monument · Carregueu una nova foto d'aquest monument                                   |
| Escut de Can Rigalt                                                                        | BCIN 4035-MH    | Barroc XVIII                                                                       | L'Hospitalet de Llobregat Crta. Collblanc, 170                                                                         | 41° 22′ 34″ N, 2° 06′ 30″ E / 41.376220°N,2.108339°E | IPA-37621     | Escut de Can Rigalt (l'Hospitalet de Llobregat) · Vegeu més fotos d'aquest monument · Carregueu una nova foto d'aquest monument                           |
| Torre Pallaresa                                                                            | BCIN 178-MH     | Gòtic-renaixement XVI                                                              | Santa Coloma de Gramenet Camí de Sant Jeroni de la Murtra                                                              | 41° 27′ 52″ N, 2° 13′ 04″ E / 41.464556°N,2.217694°E | RI-51-0000443 | Torre Pallaresa (Santa Coloma de Gramenet) · Vegeu més fotos d'aquest monument · Carregueu una nova foto d'aquest monument                                |
| Torre Balldovina                                                                           | BCIN 1397-MH    | Obra popular, modernisme XI, XVIII, XX                                             | Santa Coloma de Gramenet Av. Santa Coloma - Pl. Pau Casals                                                             | 41° 26′ 50″ N, 2° 12′ 33″ E / 41.447111°N,2.209194°E | RI-51-0005685 | Torre Balldovina (Santa Coloma de Gramenet) · Vegeu més fotos d'aquest monument · Carregueu una nova foto d'aquest monument                               |

## Patrimoni arqueològic
| Monument                                             | Protecció    | Estil/època | Localització                                                       | Coordenades                                          | Codi?         | Imatge |
| ---------------------------------------------------- | ------------ | --- | ------------------------------------------------------------------ | ---------------------------------------------------- | ------------- | --- |
| Ciutat romana de Baetulo                             | BCIN 2064-ZA | Lloc d'habitació amb estructures conservades, ciutat Romà República (-218), i fins Modern (-218/1789) | Badalona Dalt de la Vila                                           | 41° 27′ 09″ N, 2° 14′ 50″ E / 41.452489°N,2.247261°E | RI-55-0000107 | Ciutat romana de Baetulo (Badalona) · Vegeu més fotos d'aquest monument · Carregueu una nova foto d'aquest monument                        |
| Turó d'en Boscà                                      | BCIN 2065-ZA | Lloc d'habitació amb estructures peribles, poblat Des de Ferro-Ibèric Ple a Ferro-Ibèric Final (-350/-50) | Badalona Turó d'en Boscà, entre Pomar de Dalt i Canyet             | 41° 28′ 16″ N, 2° 14′ 29″ E / 41.471023°N,2.241484°E | RI-55-0000454 | Turó d'en Boscà (Badalona) · Vegeu més fotos d'aquest monument · Carregueu una nova foto d'aquest monument                                 |
| Antic Mercat del Born                                | BCIN 3859-ZA | Lloc d'habitació amb estructures conservades, ciutat. Lloc d'enterrament, Inhumació col·lectiu, necròpolis. Romà? (-218/476). Medieval Ocupació i domini musulmà (715/799). Des de Medieval Baixa Edat Mitjana a Modern (1300/1789) | Barcelona                                                          | 41° 23′ 09″ N, 2° 11′ 02″ E / 41.385768°N,2.18376°E  | IPAPC-14224   | Antic Mercat del Born (Barcelona) · Vegeu més fotos d'aquest monument · Carregueu una nova foto d'aquest monument                          |
| Antic cementiri jueu de Montjuïc, necròpolis judaica | BCIN 3927-LH | Lloc d'enterrament, Incineració col·lectiu, necròpolis Medieval (400/1492) | Barcelona                                                          | 41° 22′ 06″ N, 2° 10′ 12″ E / 41.368382°N,2.169909°E | IPAPC-15759   | Carregueu una nova foto d'aquest monument                                                                                                  |
| Via sepulcral de la plaça de la Vila de Madrid       | BCIN 2067-ZA | Lloc d'enterrament Inhumació col·lectiu, necròpolis. Obra pública, via. Lloc d'habitació amb estructures conservades, ciutat. Edifici religiós, monestir. Lloc d'enterrament Inhumació aïllat. Neolític Antic Cardial (-5500/-4000). Des de Romà Alt Imperi a Romà Baix Imperi (14/350). Des de Medieval Baixa Edat Mitjana a Segles XVIII-XX (1300/1999) | Barcelona Pl. de la Vila de Madrid                                 | 41° 23′ 05″ N, 2° 10′ 20″ E / 41.384666°N,2.172128°E | RI-55-0000463 | Via Sepulcral de la plaça de la Vila de Madrid (Barcelona) · Vegeu més fotos d'aquest monument · Carregueu una nova foto d'aquest monument |
| Puig Castellar                                       | BCIN 4664-ZA | Lloc d'habitació amb estructures conservades, poblat. Ferro-Ibèric Antic (-550/-500). Romà República (-218/-200). | Santa Coloma de Gramenet i Montcada i Reixac Cim de Puig Castellar | 41° 28′ 13″ N, 2° 12′ 24″ E / 41.4703°N,2.2066°E     | IPAPC-5379    | Puig Castellar (Santa Coloma de Gramenet) · Vegeu més fotos d'aquest monument · Carregueu una nova foto d'aquest monument                  |

A més, alguns monuments històrics estan inclosos també en l'Inventari del Patrimoni Arqueològic i Paleontològic de Catalunya (IPAPC) per tenir protegit igualment el seu subsol o l'entorn.